# BG/BRG Lerchenfeld
Das BG/BRG Lerchenfeld ist eine Schule in Klagenfurt. Sie wurde Mitte des 19. Jahrhunderts als k.k. Realschule gegründet und wird heute als Bundesgymnasium und Bundesrealgymnasium mit den Schwerpunkten Sport, Sprachen oder Naturwissenschaften geführt.

## Geschichte
Die Gründung der Schule dürfte 1857 erfolgt sein, da 1893 der 36. Jahresbericht der nunmaligen Staatsoberrealschule erschien. Jedenfalls wird sie Bürgermeister Ferdinand Hauser (Amtszeit 1852–1861) zugeschrieben. Zugleich wurde auf der Fläche des ehemaligen Bürgerspitalsfriedhofes unter Leitung Domenico Venchiaruttis mit der Errichtung eines eigenen Gebäudes begonnen. Der Neubau mit der Adresse Bahnhofstraße 37 konnte 1860 bezogen werden. Nach der Gründung der k.u.k. mechanischen Lehrwerkstätte stellte die Realschule bis 1911 auch den dortigen Unterricht.
1940 wurde die Schule ausquartiert und teilte die Räume zunächst mit dem Gymnasium. Ab 1944 war die Oberstufe im Mädchengymnasium (damals Ursulinengasse) untergebracht, während die Unterstufe über Landgemeinden in ganz Kärnten verteilt wurde.
Da das eigene Gebäude nach dem Krieg in anderer Verwendung blieb (es ging schließlich an das Amt der Kärntner Landesregierung und wurde um 1960 durch ein Hochhaus ersetzt), wurde die Schule – zu dieser Zeit als Bundesrealschule und Bundesrealgymnasium Klagenfurt bezeichnet – ab dem Schuljahr 1945/46 im bombenbeschädigten Marianum untergebracht, das über ein Jahrzehnt ihre Stätte blieb. Das erste Schuljahr konnte erst im Dezember 1945 aufgenommen werden und im Feber 1947 zwang der Brennstoffmangel zu Kälteferien. 1956 wurde ein Neubau in der Lerchenfeldstraße bezogen, der aus einem Architekturwettbewerb hervorgegangen war und seinerzeit als das modernste Schulgebäude Österreichs galt. Die Klassenräume waren auf bis zu 56 Schüler ausgelegt. 1957–1975 war das Bundesgymnasium für Slowenen als Nachmittagsschule in diesem Gebäude mituntergebracht. Ab 1963 wurden anstelle der bisherigen Schultypen die Zweige Realistisches Gymnasium, Naturwissenschaftliches Realgymnasium und Mathematisches Realgymnasium angeboten, bevor man zu den heutigen Schwerpunkten überging.

## Schüler
- Franz Ehrlich (1882–1957), Politiker (CS, VF)
- Helmut Glaser (1910–1947), SS-Funktionär
- Wilhelm Gorton (1864–1922), Landtagsabgeordneter
- Anton Gregoritsch (1868–1923), Maler und Bildhauer
- Josef Hackhofer (1863–1917), Architekt
- Ernst Herbert-Kerchnawe (1842–1907), Fabrikant und Politiker
- Hannes Jagerhofer (* 1962), Eventmanager
- Udo Jürgens (1934–2014), Sänger
- Peter Kaiser (* 1958), Politiker (SPÖ)
- Dieter Kalt (* 1974), Eishockeyspieler
- Marco Kasper (* 2004), Eishockeyspieler
- Josef Valentin Kassin (1856–1931), Bildhauer
- Karl Kirchmayer (1853–1919), Abgeordneter zum Österreichischen Abgeordnetenhaus
- Franz Kirschner (1851–1929), Abgeordneter zum Österreichischen Abgeordnetenhaus
- Herwig Knaus (1929–2020), Musikwissenschafter
- Hannes Mak (* 1982), Politiker
- Ilse Mertel (* 1943), SPÖ-Nationalratsabgeordnete
- Oskar Mulley (1891–1949), akademischer Landschaftsmaler
- Felix Oschmautz (* 1999), Kanute
- Eduard Pichler (1848–1928), Landtagsabgeordneter
- Josef Prokop (1898–1945), Reichstagsabgeordneter im Nationalsozialismus
- Robert Rapatz (1890–1964), ÖVP-Nationalratsabgeordneter
- Hanns Albin Rauter (1895–1949), Höherer SS- und Polizeiführer der besetzten Niederlande.
- Vinzenz Schumy (1878–1962), Politiker (Landbund, ÖVP)
- Michael Sollbauer (* 1990), Fußballspieler
- Franz Seraphin Steinhart (1865–1949), Feldmarschalleutnant der Österreichisch-Ungarischen Armee.
- Stephan Tauschitz (1889–1970), Politiker (Landbund) und Diplomat
- Andreas Tiffner (* 1991), Fußballspieler
- Franz Tscheck (* 1966), Lichtdesigner
- Viktor Waltl (1859–1928), Montanwissenschafter
- Ludwig Weiß (1902–1994), ÖVP-Politiker
- Franz Wiegele (1887–1944), Maler des Nötscher Kreises

## Lehrer
- Andrej Einspieler (1813–1888), slowenischer Politiker und Publizist
- Helmut Glaser (1910–1947), SS-Funktionär
- Ernst Kernstock (1852–1900), Lichenologe
- Hugo Schwendenwein (1891–1954), Abgeordneter im Ständischen Landtag

## Belege
1. ↑  Schulatlas 2022/23. Bundesanstalt Statistik Österreich, abgerufen am 9. Juni 2024.
2. ↑  Direktion. In: www.bglerchenfeld.at. Abgerufen am 11. Juli 2024.
3. ↑  XXXVI. Jahresbericht der Staats-Oberrealschule zu Klagenfurt. Veröffentlicht am Schluss des Schuljahres 1893 von dem Director Josef Opl : Stefan, Alois : Free Download, Borrow, and Streaming : Internet Archive. In: archive.org. Abgerufen am 6. Juni 2024.
4. ↑  Roland Karl Eberwein: 150 Jahre Botanischer Garten Klagenfurt. In: Carinthia II. Band 203/123. Klagenfurt 2013, S. 25–44 (zobodat.at [PDF; abgerufen am 13. Juni 2024]).
5. ↑  eingeschränkte Vorschau in der Google-Buchsuche
6. ↑  GESCHICHTE — Architektur Haus Kärnten. In: architektur-kaernten.at. Abgerufen am 6. Juni 2024.
7. ↑  Zur Geschichte der Schule. In: slog.at. Abgerufen am 6. Juni 2024.
8. ↑  Unsere Schule – BG / BRG Lerchenfeld Klagenfurt – Kärnten. In: bglerchenfeld.at. Abgerufen am 6. Juni 2024.